# رولز-رویس آربی.۴۴ تی
رولز-رویس آربی. ۴۴ تی (به انگلیسی: Rolls-Royce RB.44 Tay) یک موتور هواگرد ساختِ کارخانهٔ رولز-رویس لیمیتد در کشور بریتانیا است.